# Richmond (Rhode Island)
Richmond es un pueblo ubicado en el condado de Washington en el estado estadounidense de Rhode Island. En el año 2000 tenía una población de 7,222 habitantes y una densidad poblacional de 68.7 personas por km².

## Geografía
Richmond se encuentra ubicada en las coordenadas 41°29′39″N 71°40′8″O / 41.49417, -71.66889. Según la Oficina del Censo, la ciudad tiene un área total de 105,6 km² (40,8 mi²), de la cual 105 km² (40,5 mi²) es tierra y 0,6 km² (0,2 mi²) (0.56%) es agua.

## Demografía
Según la Oficina del Censo en 2000 los ingresos medios por hogar en la localidad eran de $59,840, y los ingresos medios por familia eran $64,688. Los hombres tenían unos ingresos medios de $41,357 frente a los $29,115 para las mujeres. La renta per cápita para la localidad era de $22,351. Alrededor del 3% de la población estaban por debajo del umbral de pobreza.